# أندي هارينجتون
أندي هارينجتون (بالإنجليزية: Andy Harrington)‏ هو لاعب كرة قاعدة أمريكي، ولد في 12 فبراير 1903 في ماونتن فيو في الولايات المتحدة، وتوفي في 29 يناير 1979 في بويسي في الولايات المتحدة.

## وصلات خارجية
- أندي هارينجتون على موقعبيزبول رفرنس.كوم (الدوري الرئيسي) (الإنجليزية)
- أندي هارينجتون على موقعبيزبول رفرنس.كوم (الدوري الثانوي) (الإنجليزية)